# Tamel (Santa Leocádia)
Tamel (Santa Leocádia) foi uma freguesia portuguesa do município de Barcelos, com 6,16 km² de área e 753 habitantes (2011). Densidade: 122,2 hab/km².
Foi extinta em 2013, no âmbito de uma reforma administrativa nacional, tendo sido agregada à freguesia de Vilar do Monte, para formar uma nova freguesia denominada União das Freguesias de Tamel (Santa Leocádia) e Vilar do Monte da qual é sede.

## População
| População da freguesia de Tamel (Santa Leocádia) (1864 – 2011) | População da freguesia de Tamel (Santa Leocádia) (1864 – 2011) | População da freguesia de Tamel (Santa Leocádia) (1864 – 2011) | População da freguesia de Tamel (Santa Leocádia) (1864 – 2011) | População da freguesia de Tamel (Santa Leocádia) (1864 – 2011) | População da freguesia de Tamel (Santa Leocádia) (1864 – 2011) | População da freguesia de Tamel (Santa Leocádia) (1864 – 2011) | População da freguesia de Tamel (Santa Leocádia) (1864 – 2011) | População da freguesia de Tamel (Santa Leocádia) (1864 – 2011) | População da freguesia de Tamel (Santa Leocádia) (1864 – 2011) | População da freguesia de Tamel (Santa Leocádia) (1864 – 2011) | População da freguesia de Tamel (Santa Leocádia) (1864 – 2011) | População da freguesia de Tamel (Santa Leocádia) (1864 – 2011) | População da freguesia de Tamel (Santa Leocádia) (1864 – 2011) | População da freguesia de Tamel (Santa Leocádia) (1864 – 2011) |
| -------------------------------------------------------------- | -------------------------------------------------------------- | -------------------------------------------------------------- | -------------------------------------------------------------- | -------------------------------------------------------------- | -------------------------------------------------------------- | -------------------------------------------------------------- | -------------------------------------------------------------- | -------------------------------------------------------------- | -------------------------------------------------------------- | -------------------------------------------------------------- | -------------------------------------------------------------- | -------------------------------------------------------------- | -------------------------------------------------------------- | -------------------------------------------------------------- |
| 1864                                                           | 1878                                                           | 1890                                                           | 1900                                                           | 1911                                                           | 1920                                                           | 1930                                                           | 1940                                                           | 1950                                                           | 1960                                                           | 1970                                                           | 1981                                                           | 1991                                                           | 2001                                                           | 2011                                                           |
| 317                                                            | 276                                                            | 275                                                            | 227                                                            | 237                                                            | 292                                                            | 282                                                            | 344                                                            | 429                                                            | 489                                                            | 578                                                            | 719                                                            | 575                                                            | 768                                                            | 753                                                            |